# Vasco Modena
Vasco Modena, all'anagrafe Velasco (Mori, 17 luglio 1929 – Trento, 7 agosto 2016), è stato un ciclista su strada italiano.
Professionista dal 1956 al 1958, vinse la Coppa Bernocchi del 1956.

## Carriera
Iniziò come dilettante nel 1948 correndo per la Società Sportiva Olivo di Arco. L'anno successivo passò a far parte della U.S. Cofler di Rovereto, sotto la guida dell'ex professionista Giannino Piccolroaz,  con cui si classificò primo al Giro della Bolghera, classica di primavera. Nel 1950 si aggiudicò la Trento - Monte Bondone. Sempre con la Cofler vinse il campionato Tridentino Dilettanti per tre anni consecutivi dal 1949 al 1951, si aggiudicò la selezione tridentina al G.P. Pirelli degli anni 1950, 1951 e 1952, nel 1951 si piazzò terzo al Piccolo Giro di Lombardia, primo al Giro della Mendola e vinse la Bressanone-Cortina-Bressanone.
Nel 1953 si aggiudicò a Varese la Coppa San Geo con la Unione Sportiva Mori. Fu quindi costretto ad un lungo periodo di inattività a seguito di una rovinosa caduta occorsa nell'agosto del 1953 durante la Coppa Castel Campo a Campo Lomaso, che avrebbe potuto costargli l'uso del braccio sinistro. Riprese a gareggiare nel 1954.  Per motivi di lavoro nel 1955 si trasferì dal Trentino in Toscana dove, con la G.S. Coiano di Prato, si aggiudicò il XI Trofeo Mauro Pizzoli a Bologna e la terza edizione della Coppa Penna ad Arezzo.
Dopo una promettente carriera dilettantistica divenne professionista  
nel 1956 nella squadra dell'Arbos-Bif capitanata da Pasquale Fornara.  Dopo qualche mese si mise in luce piazzandosi al terzo posto nella Milano-Vignola. Nella sua breve carriera da professionista fece particolare eco la vittoria della Coppa Bernocchi a cronometro del 1956, a Legnano, soprattutto per avere realizzato un tempo migliore di Fausto Coppi Archiviato il 30 settembre 2017 in Internet Archive. . Sempre nel 1956 si piazzò al sesto posto nel Trofeo Baracchi, cronometro a coppie, con Pasquale Fornara, e concluse il Campionato Italiano al quarto posto. Nel 1957 partecipò al Giro della Sicilia, terminando al 19º posto, alla Milano-Sanremo, 17º, e al Giro d'Italia, concludendolo in 76ª posizione. Si ritirò dal professionismo nel 1958 dopo aver partecipato ad alcune classiche del nord come indipendente della Calì Broni Girardengo, capitanata dal giovane Aldo Moser.

## Palmarès
- 1949 (dilettanti)

Giro della Bolghera
Bolzano-Sciavez-Bolzano
G.P. Lane Borgosesia (Giro dei Laghi)
3ª tappa Giro delle Dolomiti (Alleghe > Auronzo)
Giro del Garda
- 1950 (dilettanti)

Giro del Brenta
Bolzano-Sciavez-Bolzano
Trento-Monte Bondone
G.P. Pirelli eliminatoria tridentina
G.P. Fiera di Trento
- 1951 (dilettanti)

Bressanone-Cortina-Bressanone
Giro della Mendola
G.P. Pirelli eliminatoria tridentina
- 1952 (dilettanti)

IV G.P. Alberghi di Pescia
G.P. Pirelli eliminatoria tridentina
- 1953 (dilettanti)

Coppa San Geo
- 1955 (dilettanti)

Trofeo Mauro Pizzoli
Coppa Penna
- 1956 (Arbos, una vittoria)

Coppa Bernocchi (valida come una delle prove del Campionato italiano)

## Piazzamenti

### Grandi giri
- Giro d'Italia

1957: 76º

### Classiche monumento
- Milano-Sanremo

1957: 17º
- Giro di Lombardia

1956: 50º